# Чаталкіой
Чаталкіой (рум. Ceatalchioi) — село у повіті Тулча в Румунії. Адміністративний центр комуни Чаталкіой.
Село розташоване на відстані 232 км на північний схід від Бухареста, 12 км на північ від Тулчі, 124 км на північ від Констанци, 61 км на схід від Галаца.

## Населення
За даними перепису населення 2002 року у селі проживали 375 осіб, з них 374 особи (99,7%) румунів. Усі жителі села рідною мовою назвали румунську.